# Atarba minuticornis
Atarba minuticornis är en tvåvingeart som beskrevs av Alexander 1930. Atarba minuticornis ingår i släktet Atarba och familjen småharkrankar. Inga underarter finns listade i Catalogue of Life.